# Trogstaån
Trogstaån (Vedaån, Sorgboån) är ett vattendrag i nordöstra Hälsingland, högerbiflöde till Delångersån. Längd cirka 4 km, inklusive källflöden cirkaa 20 km. Flodområde cirka 50 km². 
Ån rinner upp i området kring Sorgbosjön och Bottentjärnen och kallas till en början Sorgboån. Efter att har runnit genom Sörsjön, Mellansjön och Lillsjön vid Ofärne kallas vattendraget Vedaån och rinner i huvudsak norrut. Vid byn Veda byter ån riktning och rinner i huvudsak söderut mot Funstasjön, och den sista sträckan, från Trogsta fram till mynningen i Långsjön vid Matnäs kallas vattendraget Trogstaån.